# Malaxidinae
Malaxidinae, podtribus kaćunovki, dio tribusa Malaxideae. Rod Malaxis ili mekača  po kojem je podtribus dobio ime, raširen je uglavnom po tropskoj Americi, nekoliko i u Sjevernoj Americi i Starom svijetu (dvije u Europi).
Na popisu je 16 rodova. 

## Rodovi
1. Liparis Rich. (322 spp.)
2. Stichorkis Thouars (109 spp.)
3. Blepharoglossum (Schltr.) L. Li (38 spp.)
4. Ypsilorchis Z. J. Liu, S. C. Chen & L. J. Chen (1 sp.)
5. Dienia Lindl. (5 spp.)
6. Crepidium Blume (308 spp.)
7. Oberonioides Szlach. (8 spp.)
8. Malaxis Sol. ex Sw. (164 spp.)
9. Crossoliparis Marg. (1 sp.)
10. Tamayorkis Szlach. (4 spp.)
11. Hammarbya Kuntze (1 sp.)
12. Crossoglossa Dressler & Dodson (51 spp.)
13. Alatiliparis Marg. & Szlach. (14 spp.)
14. Orestias Ridl. (4 spp.)
15. Oberonia Lindl. (259 spp.)